# Adatsűrűség
Az adatsűrűség az informatikában az a mennyiség, amely megadja egy adathordozó fizikai felületével arányos tárolókapacitását.
Mértékegysége általában bit/négyzetcentiméter (angolszász használatban bit/négyzethüvelyk), mely megmondja, hogy a tárolófelület egy megadott területegységén hány bit tárolható. A gyakorlatban a bit többszöröse, a gigabit (GBit) használatos.

## Néhány adathordozó adatsűrűsége

### Merevlemezek

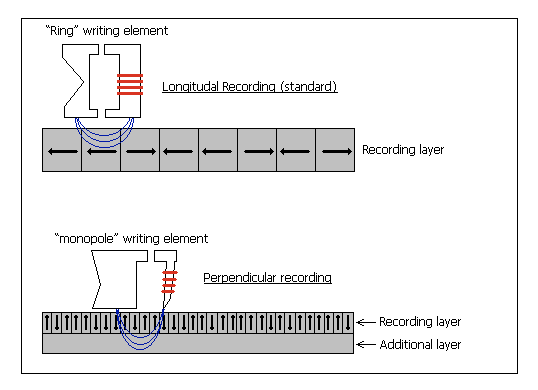
merőleges adatrögzítés

A merevlemezek mágneses elven rögzítik az adatokat. Ezzel a módszerrel egy bitnyi információt a fémtányéron található apró terület mágnessége reprezentál, melyet az olvasó/író fej végén található elektromágneses egység segítségével lehet kiolvasni, illetve írni. Az 1956-os IBM 305 RAMAC számítógépben található első merevlemezek adatsűrűsége hozzávetőlegesen 300 bit/cm² volt. 2005-re az átlagos felhasználói merevlemezek ugyanezen értéke már a 25-30 Gbit/cm². 2004-ben a Toshiba bemutatta első merevlemezét, mely az úgynevezett merőleges adatrögzítés technológiáját használva elérte a 20 Gbit/cm² értéket, melyet 2005-re sikerült 28 Gbit/cm²-re növelni. Ezt követően a Seagate kifejlesztette az ugyanezen a technológián alapuló 65 Gbit/cm²-es meghajtóit. Az előrejelzések szerint a merőleges adatrögzítési technológiával elérhető legnagyobb adatsűrűség körülbelül 155 Gbit/cm².

### Optikai adathordozók
Az optikai tárolók működési elvüket tekintve egy lézersugarat visszaverő vagy elnyelő (eltérítő vagy szóró) felület (pit) segítségével tárolják az egyes biteket. Ha az olvasófej által kibocsátott sugár a lemez megfelelő részéről az olvasó detektorába verődik vissza, az információ értékű, az ilyen lemezek adatsűrűsége tehát attól függ, hány ilyen visszaverő/nem visszaverő rész van egymáshoz a lehető legközelebb.
Hagyományos CD lemez esetében egy ilyen adattároló pit fizikailag 0,83 μm hosszú és 0,5 μm széles, melyek 1,6 μm-es sávokban (track) helyezkednek el, ezzel 0,14 Gbit/cm² körüli adatsűrűséget produkálva. Az ennél jóval sűrűbb DVD lemezeknél (0,84 μm-es pitek és 0,74 μm-es sávok) ez az érték már 0,34 Gbit/cm² körüli. A HD DVD, valamint Blu-ray szabványok kék lézeres technológiát használó megoldásaival az adatsűrűségek már az optikai lemezeknél is elérhetik az 1,16, valamint 1,94 Gbit/cm²-es értékeket az egyrétegű média esetében.